# Алексеевский (Горьковский район)
Алексе́евский — посёлок в Горьковском районе Омской области России. Административный центр Алексеевского сельского поселения.

## География
Посёлок находится на востоке центральной части Омской области, в пределах Барабинской низменности, к югу от реки Иртыш, на расстоянии примерно 25 километров (по прямой) к северо-западу от посёлка городского типа Горьковское, административного центра района. Абсолютная высота — 114 метров над уровнем моря.

### Часовой пояс
Посёлок Алексеевский, как и вся Омская область, находится в часовой зоне МСК+3. Смещение применяемого времени относительно UTC составляет +6:00.

## Население
| 2002 | 2010  | 2021  |
| ---- | ----- | ----- |
| 1320 | ↘1219 | ↘1128 |

Гендерный состав
По данным Всероссийской переписи населения 2010 года в гендерной структуре населения мужчины составляли 45,4 %, женщины — соответственно 54,6 %.
Национальный состав
Согласно результатам переписи 2002 года, в национальной структуре населения русские составляли 83 %.

## Улицы
Уличная сеть посёлка состоит из десяти улиц.